# Idioma bulgárico
El idioma bulgárico o búlgar (también escrito Bólğar o Búlghar) es una lengua túrquica extinta del grupo oghur hablada por los protobúlgaros.
El nombre proviene de los protobúlgaros, la organización tribal que se estableció el khanato, conocido como antigua Gran Bulgaria a mediados del siglo VII, dando lugar al primer Imperio búlgaro hacia el 680 d. C.

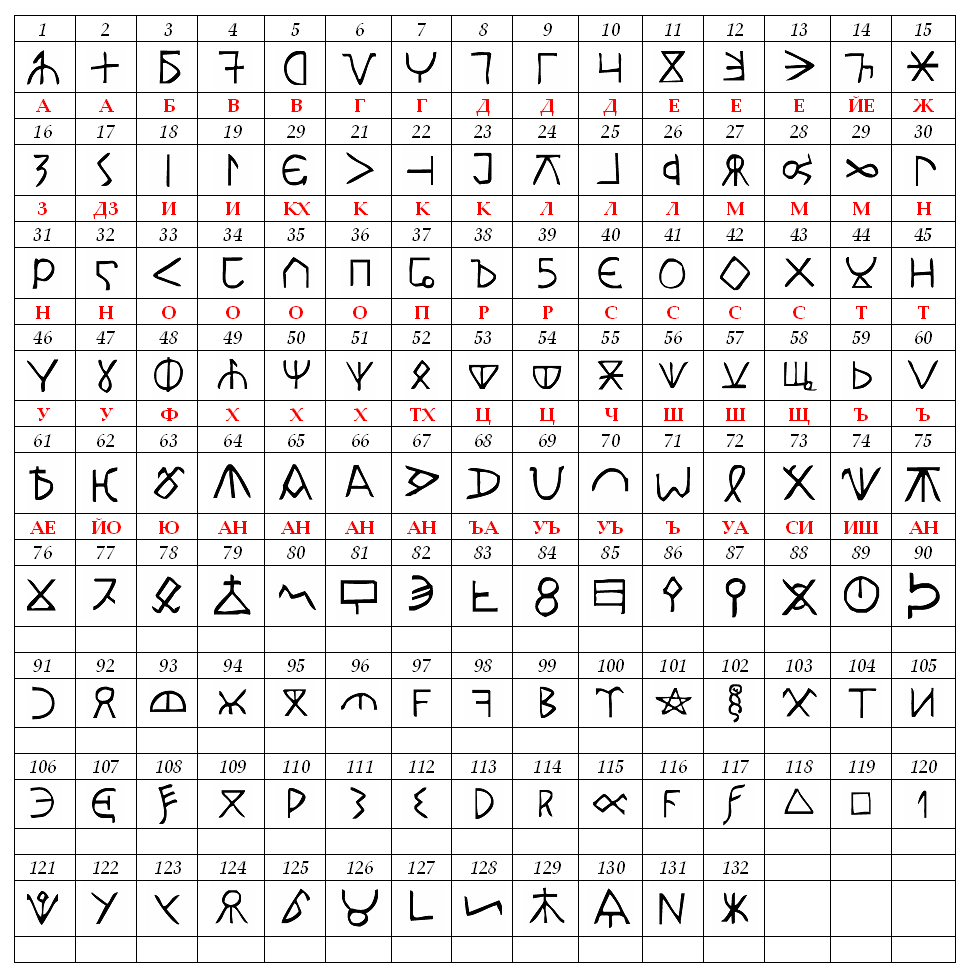
Antiguas runas búlgaras, posible alfabeto que se usó para escribir el idioma bulgarico.

Aunque la lengua se extinguió en la Bulgaria danubiana (en favor del búlgaro), siguió siendo usada en la Bulgaria del Volga, siendo el antecesor del moderno idioma chuvasio.

## Clasificación
La mayor parte de estudiosos sitúan el búlgar entre la rama "Lir" de las lenguas túrquicas, llamadas usualmente "túrquico oghur", "lir-túrquico" o "túrquico bulgárico" que se opone a la "shaz" o túrquico común. La rama oghúrica se caracteriza por correspondencias fonéticas peculiares: por ejemplo, las lenguas oghúricas (lir-túrquico) tienen r donde el túrquico común tiene š (shaz-túrquico). Como afirma Al-Istakhri 

"la lengua de los búlgar se parece a las lenguas de los jázaros".

 Como se ha dicho la única lengua túrquica superviviente de este grupo es el moderno chuvash.
Por otra parte, algunos historiadores búlgaros, especialmente los modernos, relacionan el idioma bulgárico con las lenguas iranias (o en ocasiones las lenguas pamir) en lugar de con el túrquico, únicamente sobre la base de algunas palabras iranias presentes en el moderno búlgaro. Según Raymond Detrez, especialista en historia y lengua búlgaras, estas propuestas responden a sentimientos antiturcos, y atribuye la presencia de términos iranios en búlgaro moderno a la influencia del turco otomano. De hecho, otros historiadores búlgaros, especialmente los antiguos, no sólo apuntan ciertas influencias iranias en la base túrquica, sino que apoyan complemente la teoría de origen fundamentalmente túrquico del idioma búlgarico.

## Variantes dialectales

### Bulgárico Danubiano
Las lenguas de los antiguos búlgaros del Danubio (o "protobúlgaros danubianos") está registrada en un pequeño número de inscripciones, encontradas en Pliska, la primera capital de la Bulgaria del Danubio y en las iglesias de piedra cerca de la localidad de Murfatlar, en al actual Rumanía. Algunas de estas inscripciones están escritas en alfabeto griego, mientras que otras emplean runas kubánicas que son similares al alfabeto orkhónico. La mayor parte de estas inscripciones parecen ser de particulares (juramentos, dedicatorias, inscripciones sobre lápidas). Aunque se han hecho algunos intentos de desciframiento, ninguna de las propuestas hechas ha tenido amplia aceptación. Estas inscripciones en bulgárico danubiano se encuentran junto a otras oficiales escritas siempre en alfabeto griego. El griego fue usado como lengua oficial el estado en la Bulgaria Danubiana, hasta el siglo IX cuando fue reemplazado por el antiguo eslavo eclesiástico (antiguo búlgaro).
La lengua de los protobúlgaros del Danubio se conoce también por un pequeño número de préstamos léxicos en antiguo búlgaro, así como por términos en las inscripciones bulgáricas en alfabeto griego, los textos bizantinos y los textos antiguo eslavo eclesiástico. La mayor parte de estas palabras designan títulos y otros conceptos relacionados con la administración del estado, incluyendo por ejemplo el calendario búlgarico. El búlgarico danubiano se debió extinguir hacia el siglo IX cuando la nobleza búlgara empezó a eslavizarse después de que el antiguo búlgaro fue declarado como oficial en 893.

### Bulgárico del Volga
La lengua hablada por los protobúlgaros del Volga se conoce como bulgárico volgaico. Existe un cierto número de inscripciones en búlgárico del Volga, algunas de las cuales usan el alfabeto árabe, junto con el alfabeto orkhónico. Estas últimas inscripciones permanecen indescifradas. La lengua se siguió hablando hasta los siglos XIII o XIV. Eventualmente el bulgárico volgaico evolucionó dando lugar al moderno idioma chuvash, que está estrechamente emparentado con él. El chuvash moderno es la única superviviente del grupo túrquico oghur
Aun así la posición exacta del chuvash dentro del túrquico oghur sigue siendo debatida entre los especialistas. Puesto que el material compartivo atribuible a otras lenguas del grupo como el túrquico avárico, el jázaro es muy escaso y mal conocido y no permite una buena comparación, por lo que existe el debate de si el chuvash es realmente el descedente del bulgárico del Volga o por el contrario el descendiente de una lengua hermana a esa lengua.